# 護教
『護教』（ごきょう）は、日本メソジスト教会の機関誌である。

## 歴史
明治時代の日本には、メソジスト監督教会、日本メソジスト教会（カナダ・ウェスレアン・メソジスト教会）、南メソジスト監督教会のメソジスト三派と呼ばれるメソジスト派の団体があった。
このメソジスト三派の合同については、議論が進んでくるときに、三派の合同の協力関係を推進するために機関誌を発行することになった。明治24年（1891年）に三派合同のために『護教』が創刊された。これは、アメリカ・メソジスト教会の機関誌Christian Advocateに倣ったものである。最初は発行部数は500であった。教報、論説、時論、研究などの記事が載せられた。
後に『教団時報』『メソジスト時報』と改称された。1942年に『基督教世界』へ併合され、今日に至る。

## 沿革
1891年（明治24年）7月7日　護教創刊。山路愛山が初代主筆となる。　社主を平岩愃保、編集人を本多庸一が務めた。
1897年（明治30年）316号より別所梅之助が2代目主筆となる。
1900年（明治33年）6月2日　462号より高木壬太郎が3代目主筆となる。
1907年（明治40年）
- 5月　三派合同が行われる[2]。
- 鵜崎庚午郎、4代目主筆となる。

1911年（明治44年）10月　高木壬太郎、5代目主筆となる。
1914年（大正3年）4月　高木壬太郎、青山学院長に就任したため主筆を辞任。
1915年（大正4年）1月　月刊の『伝道』と題する４頁建ての付録を発行。
1920年（大正9年）1月1日　1479号より『護教』を『教界時報』と改題。委員長に高木壬太郎、主筆に倉長巍が就任。
1921年（大正10年）
- 1月27日　高木壬太郎、死去[2]。
- 3月　波多野傳四郎が委員長に就任[2]。『伝道』に代えて『聖書生活』を発刊[2]。

1923年（大正12年）
- 9月1日　関東大震災に伴い4回休刊[2]。
- 10月5日　再刊[2]。

1924年（大正13年）1月　近藤良董が主筆となる。
1927年（昭和2年）近藤良董辞任。
1929年（昭和4年）4月　気賀重躬が主筆となる。
1931年（昭和6年）比屋根安定が出版局長兼主筆となる。
1932年（昭和7年）7月2日　2112号より『日本メソヂスト新聞』と改題し1934年12月16日2237号まで発行される。
1935年（昭和10年）1月1日　2238号より『日本基督教新聞』と改題し1936年4月5日2293号まで発行される。
1936年（昭和11年）4月17日　2294号より『日本メソヂスト時報』と改題。
1941年（昭和16年）11月21日　『日本メソヂスト時報』『基督教世界』（旧組合）『基督教時報』（旧バプテスト）を合併し紙名を『基督教世界』とすることを可決。
1942年（昭和17年）
- 1月22日　2577号より副題を「日本基督教団第二・第三・第四部機関紙」に変更[2]。
- 2月5日　2579号から『基督教世界』に改題[2]。
- 9月24日　2610号　終刊。その後は他のすべての旧教派機関紙を統合した『日本基督教新報』へ、続いて『日本基督教団教団新報』へと受け継がれていった[2]。

## 主筆
- 初代　山路愛山
- 2代目　別所梅之助
- 3代目　高木壬太郎
- 4代目　鵜崎庚午郎
- 5代目　高木壬太郎